# استشاري رضاعة

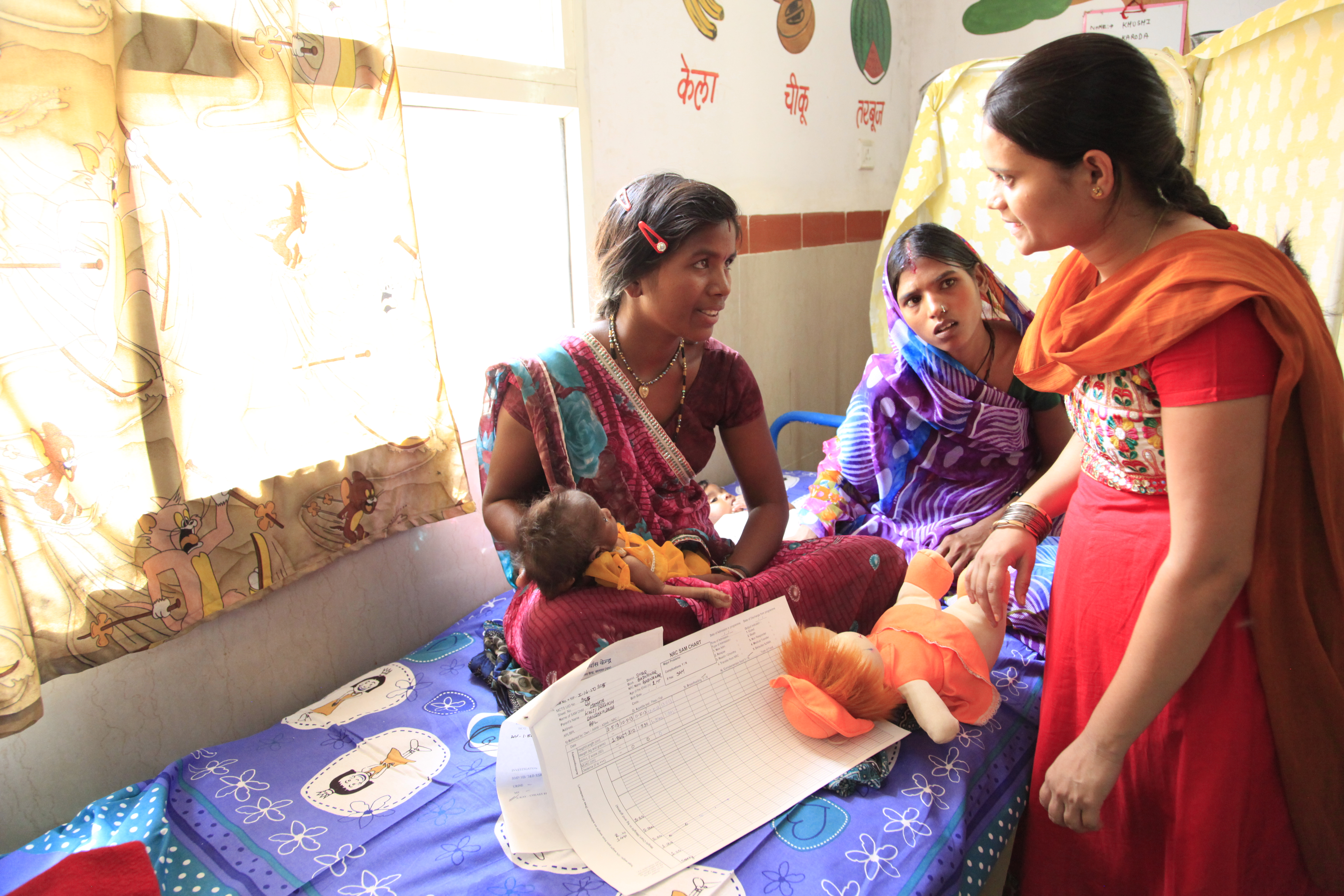

استشاري الرضاعة هو شخص يختص في مداواة أو علاج أمراض الناس كالطبيب، الممرضة وطبيب الأسنان وأهمها إدارة المرضية للرضاعة الطبيعية. حيث يمنح المجلس الدولي لاستشاري الرضاعة شهادة الاستشاريي الرضاعة (استشاري الرضاعة) لجميع من اجتاز اختبارات ومعايير المجلس المقررة.

## التوضيح
استشاري الرضاعة مدربون لمساعدة الأمهات في منع وحل صعوبات الرضاعة الطبيعية. مثل تقرح الحلمات، ضعف ضخ الحليب. هؤلاء الأخصائيين يعملون بالعادة في المستشفيات، برامج الصحة العامة والعديد من الأماكن الأخرى. في الولايات المتحدة الأمريكية، استشاري الرضاعة في العادة يكونوا ممرضين، قابلات، ممرضة ممارسة وأخصائي تغذية، آخرين الذين حصلوا على شهادة إضافية.

## التاريخ والمنظمة
تأسس المجلس الدولي لاستشاري الرضاعة على يد رابطة لا ليتشه وهو مصطلح باللغة الإسبانية يعني الحليب، حيث أن هذه المجموعة هي مجموعة ليست حكومية وغير ربحية، حيث أرادوا إضفاء طابع مهني على المهارات التي قاموا بتطويرها أثناء العمل مع الأمهات المرضعات. يمكن للمرشحين اختيار مسارات مختلفة للتأهل، بما في ذلك خيارات للمهنيين الصحيين، المتطوعين الحاليين، من خلال البرامج الأكاديمية للكلية أو الجامعة، أو من خلال التوجيه.
مستشارة الرضاعة الدولية المعتمدة لدى منظمة ال IBCLC، حيث يجوز لها استخدام هذه الأحرف IBCLC أو RLC بعد اسمها. تعتبر الجمعية الدولية لاستشاري الرضاعة ILCA الجمعية المهنية لاستشاري الرضاعة.

## النتائج
الرضاعة الطبيعية الكلية والجزئية هي الأكثر شيوعا بين الأمهات اللواتي يقمن بالإنجاب في مستشفيات مجهزة بخدمة استشاري الرضاعة. في مستشفيات الولادة المعدة خصيصا للنساء الحوامل أو اللواتي قاموا بالولادة حديثا حيث يقترح بنسبة أخصائي واحد لكل 15 أُمّ خلال فترة النفاس. قام الجراح الأمريكي العام بتوصية أن جميع المجتمعات يجب أن تضمن الوصول إلى الخدمات التي يقدمها استشاري الرضاعة. حيث وجدت الأدلة أن تدخلات ومساعدات استشاري الرضاعة الطبيعية للأمهات زادت عدد النساء اللواتي يبدأن الرضاعة الطبيعية.